# Thomas Turton
Thomas Turton (York, 25 febbraio 1780 – Londra, 7 gennaio 1864) è stato un matematico e vescovo anglicano inglese.

## Biografia
Thomas Turton era figlio di Thomas e Ann Turton di Hatfield, West Riding. È stato ammesso al Queens' College di Cambridge nel 1801, ma si è trasferito allaCollege St Catharine nel 1804. Nel 1805 si laurea BA all'università di Cambridge e riceve il premio Smith. Nel 1806 È stato eletto Fellow di S. Caterina, è stato professore lucasiano di matematica dal 1822 al 1826 al Regius Professor of Divinity 1827-1842.
Dopo vari incarichi ecclesiastici, Turton è stato preside di Peterborough 1830-1842, preside di Westminster 1842-1845 e il vescovo di Ely 1845-1864.
È stato sepolto al cimitero di Kensal Green.